# Моймента (Синфайнш)
Мойме́нта (порт. Moimenta) — район (фрегезия) в Португалии, входит в округ Визеу. Является составной частью муниципалитета Синфайнш. По старому административному делению[какому?] входил в провинцию Дору-Литорал. Входит в экономико-статистический субрегион Тамега, который входит в Северный регион. Население составляет 468 человек на 2001 год. Занимает площадь 6,39 км².